# Mausoleu dels Afusellats (Sant Joan de les Abadesses)
El Mausoleu dels Afusellats és un monument del municipi de Sant Joan de les Abadesses (Ripollès) inclosa en l'Inventari del Patrimoni Arquitectònic de Catalunya.

## Descripció
És un monument de base quadrada amb escales. Al capdamunt d'aquestes hi ha un cub de pedra amb quatre làpides explicant els fets i els noms de tots els difunts. D'aquesta construcció en forma de cub en surt una pilastra de forma d'obelisc on hi ha esculpides una estrella i una palma unides a una creu i una corona. Tot el monument està rodejat per unes baranes de ferro de força alçada, actualment rovellades i que tenen una porta que permet accedir a l'interior del monument.

## Història
El 17 de juliol de 1874 els carlins varen afusellar 118 soldats i oficials de tropa al lloc anomenat actualment els Afusellats, a poc més d'un km de la vila, per sota la carretera d'Olot. Van ser enterrats al cementiri vell el 18 de juliol del mateix any. El 1885 s'inaugurà el cementiri actual i el 1890 s'erigí el monument als afusellats. Es pot llegir el nom de tots els assassinats a les quatre cares del mausoleu. El monument fou projectat per Gustavo Valdés, Coronel d'Enginyers de Girona i realitzat amb pedra de les canteres gironines de Ramón Albertí. La part escultòrica és obra del Taller d'escultura Gómez Hermanos dels germans Carlos i Gabriel Gómez Fernández de Girona i la barana de ferro obra del també Gironí Bartolomé Ricart

## Galeria

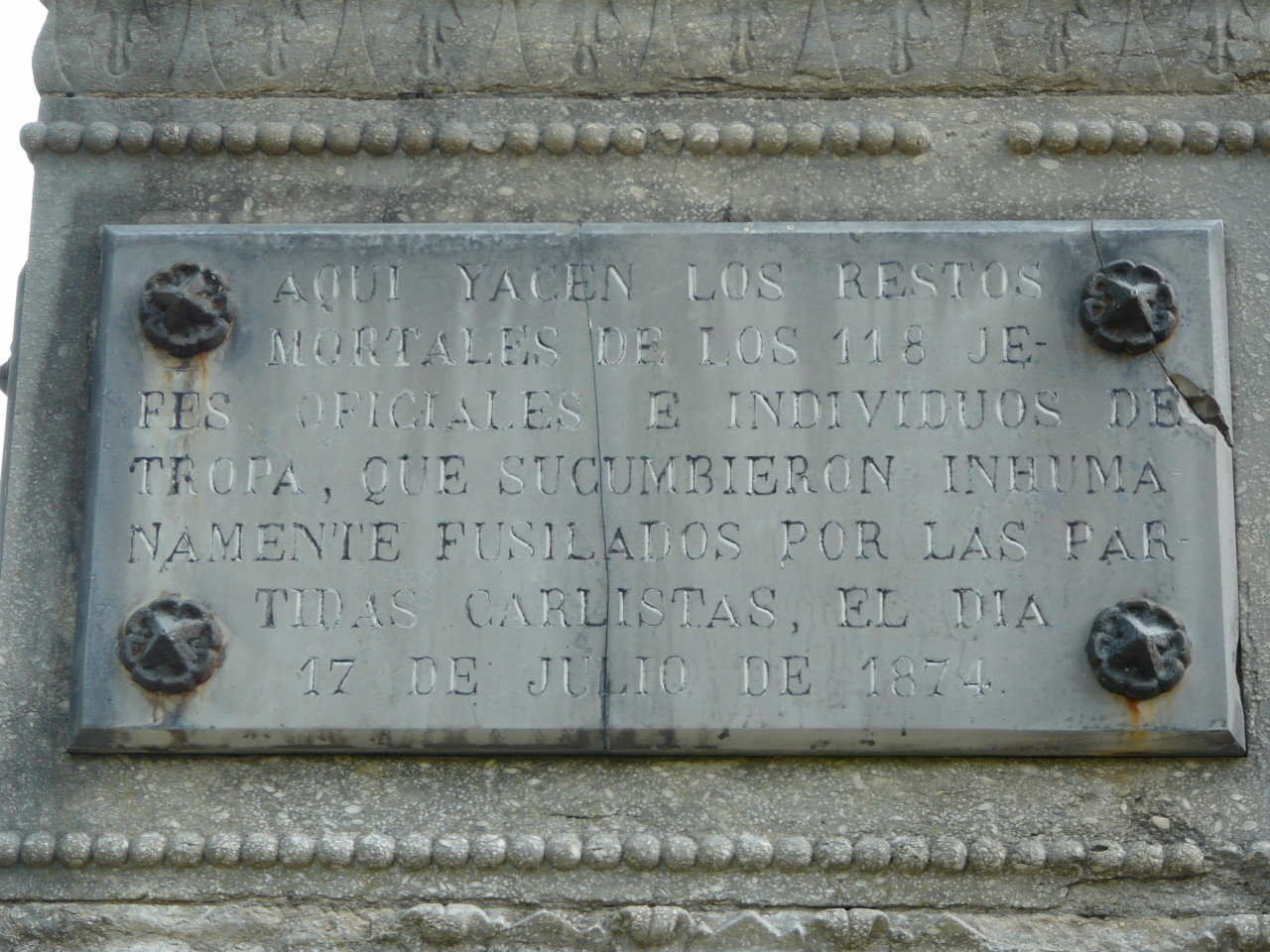
Placa principal amb la inscripció del fets succeïts el 1874.
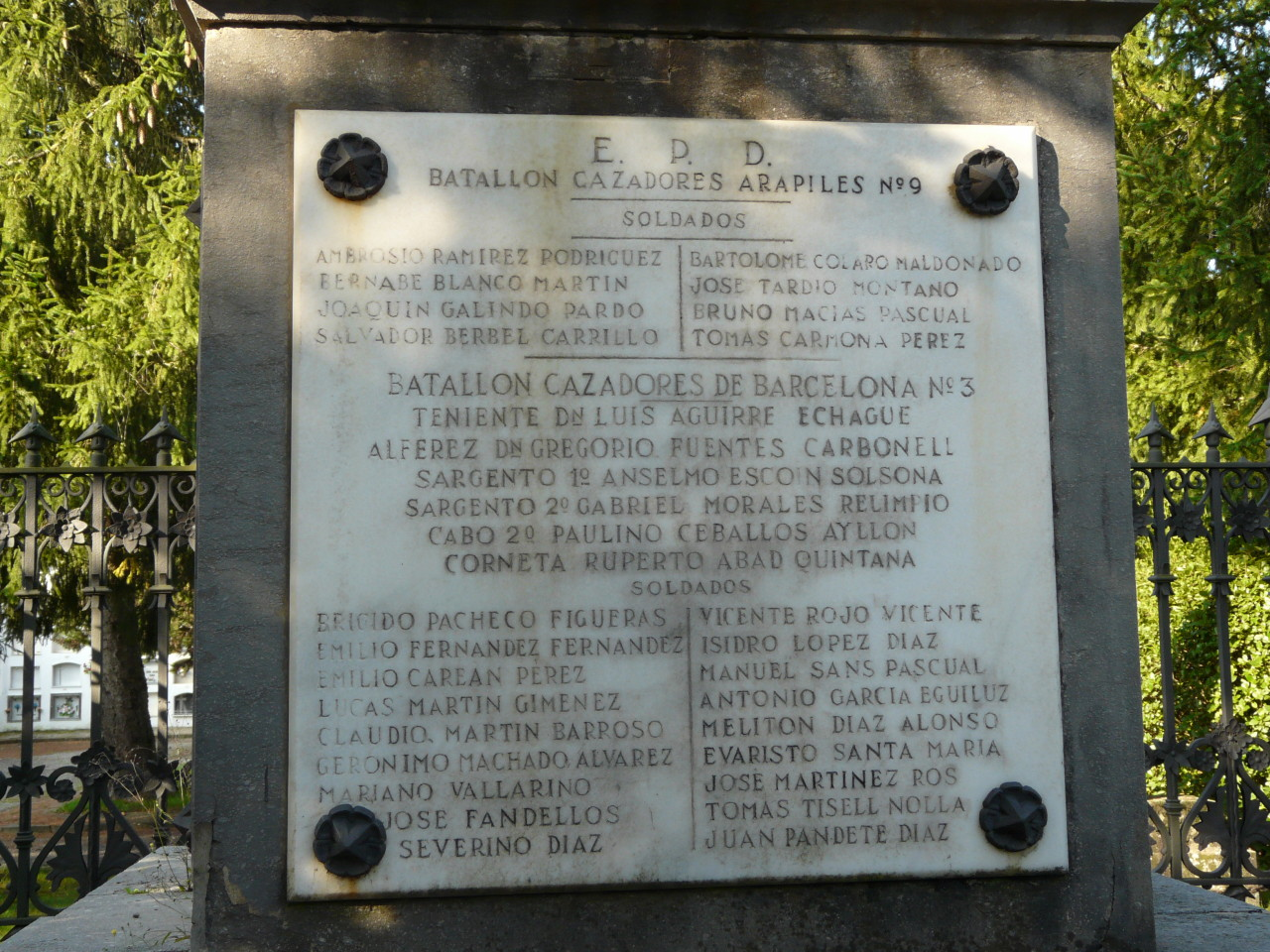
Placa amb el nom, unitat i rang de part dels afusellats.